# 1215
1215 (MCCXV) var ett normalår som började en torsdag i den julianska kalendern.

## Händelser

### Juni
- 15 juni – På mötet på Runnymede tvingas den engelske kungen Johan utan land skriva under Magna Charta, det engelska härskarfördrag som försvarar högadelns intressen mot kungamaktens ambitioner och blir grundvalen för den engelska författningen.

### Augusti
- 24 augusti – påven Innocentius III utfärdar en skrivelse om Magna Chartas ogiltighet.

### Okänt datum
- Dominikanorden instiftas i Toulouse av spanjoren Dominicus (de Guzman).
- Fjärde Laterankonciliet under Innocentius III fastställer transsubstantiationsläran.
- Inkvisitionen införs.
- Fredrik II överger Tyskland och återvänder endast tillfälligtvis. Ärkebiskop Engelbert av Köln blir riksföreståndare.

## Födda
- 25 april – Ludvig IX kung av Frankrike 1226-1270 (född detta eller nästa år).
- Celestinus V, född Pietro Angelerio, påve från 5 juli till 13 december 1294 (född detta år eller 1209).
- Johannes XXI, född Pedro Julião, påve 1276–1277.
- Katarina Sunesdotter, drottning av Sverige 1243/1244–1250, gift med Erik den läspe och halte.
- Khubilai khan, mongolisk härförare (född omkring detta år).

## Avlidna
- 5 juli – Myoan Eisai, japansk buddhistmunk.
- Hartmann von Aue, tysk författare.
- Esclarmonde av Foix, fransk katar.